# Madalena de Nagasaki

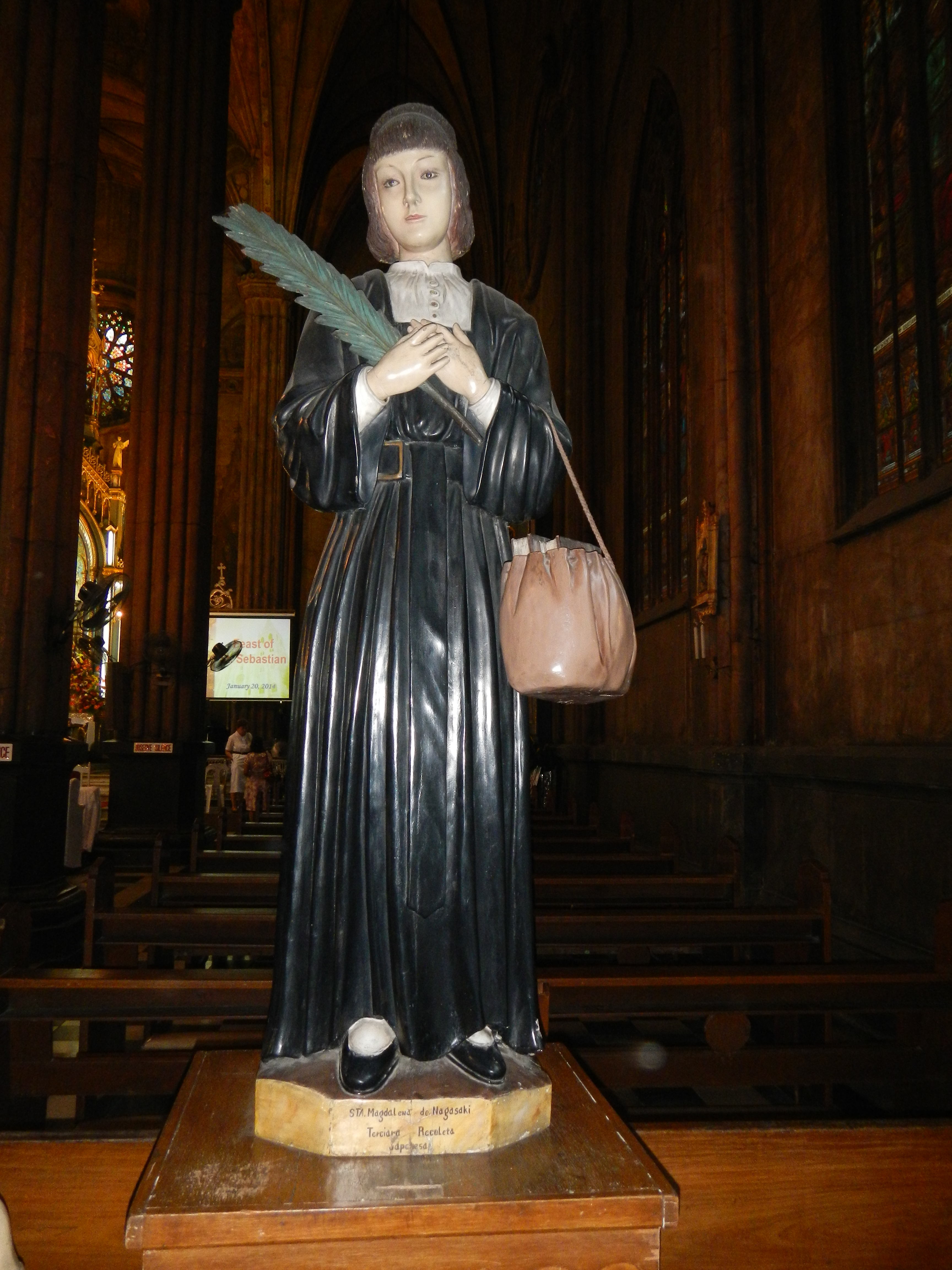
Madalena de Nagasaki (Basílica de San Sebastian, Manila)

Madalena de Nagasaki (1610 – 15 de outubro de 1634) foi uma freira japonesa que viveu no início do período Edo. Serviu à Ordem Terceira dos Dominicanos e em 1987 se tornou a primeira mulher japonesa a ser canonizada na Igreja Católica, como uma das 16 Mártires do Japão.

## Biografia
Madalena nasceu em 1610 em um vilarejo perto de Nagasaki. Seus pais eram católicos devotos, e diz-se que foram martirizados durante sua infância. Com a chegada da Ordem Agostiniana ao Japão, Madalena serviu de freira agostiniana secular, intérprete e catequista para os freis Francisco de Jesus Terrero e Vicente de Santo Antônio Simoens. Em 1632, estes freis, que haviam lhe servido de diretores espirituais, foram queimados vivos.  
Depois do martírio, ela se tornou aprendiz de outros dois agostinianos, Melquior de Santo Agostinho e Martinho de São Nicolau. Quando estes também foram condenados à morte, ela voltou-se a Giordano Ansalone [en], um dominicano. Contudo, ele também foi capturado pelas autoridades japonesas, e em setembro de 1634, ela se apresentou diante de um magistrado e confessou ser uma freira cristã. Por causa de sua beleza, os funcionários recomendaram que apostatasse e se casasse bem, mas ela recusou e não renunciou a sua fé mesmo sob condenação à tortura. 
Em outubro, Madalena tornou-se a primeira mulher a ser enforcada em um poço (tsurushi [en]) em Nishizaka, a "colina dos mártires". Por estar pendurada de cabeça para baixo, ela sangrou de seus olhos, boca, nariz e orelhas, mas sobreviveu ao enforcamento e suportou o suplício por mais de 13 dias, entoando hinos cristãos durante o sofrimento. Os carrascos, nervosos com sua perseverança, passaram a deixá-la cair repetidamente no fundo do poço, golpeando sua cabeça — o que ela também suportou. Naquela mesma noite, porém, choveu, o poço se encheu de água, Madalena se afogou e finalmente entrou na fileira dos mártires na manhã do dia 15 de outubro de 1634. Seu corpo foi queimado e as cinzas, espalhadas na Baía de Nagasaki para que nenhuma relíquia fosse deixada para trás para os fiéis.
Em 1981, Madalena foi beatificada em Manila pelo Papa João Paulo II por seu martírio e virtude heroica, juntamente com o Padre Ansalone e outros, e em 1987 foi canonizada em Roma, como a primeira japonesa declarada santa pela Igreja.

## Representação
Apesar da imagem oficial de Madalena de Nagasaki mostrá-la vestindo um hábito agostiniano enquanto segura um ramo de palmeira nas mãos e carrega uma bolsa no braço, outra representação sua é usada pelos dominicanos para sua devoção própria: em vez do hábito preto, ela é mostrada usando um kimono enquanto segura um crucifixo em suas mãos. Uma escultura mostra-a usando um véu com uma coroa ou auréola sobre a cabeça. Outras imagens mostram diferenças, como o ramo de um palmeira numa mão e um rosário na outra.